# Bayot (langue)
Pour les articles homonymes, voir Bayot.
Le bayot (ou bayotte, baiote, baiot) est une langue bak parlée dans 29 villages d'Afrique de l'Ouest, principalement en Casamance (Sénégal), mais également en Guinée-Bissau. 

## Aire linguistique
Au Sénégal, cette langue est parlée dans 23 villages : Ahieġã (Ahiégan), Báxonu (Bacounoum), Bahiaan (Bafican), Bazeere (Basséré), Baddem (Badème), Baġaam (Bagame), Buhuyu (Bouhouyou), Bofa Bayot (Baffa Bayotte), Dasilaame (Darsalame), Ehiŋ Búree (Etafoune), Ejuma (Ediouma), Etome (Étomé), Gúndume (Goundoumé), Káhilu (Kaïlou), Káziene (Kadiéné), Kázulu (Kassoulou), Káture (Katouré), Kadien (Kaléane), Kuleŋ (Kouring), Ñaţiã (Nyassia), Tuḃakuta (Toubacouta), Źalã (Dilang) et Źohe (Dioher).
En Guinée-Bissau, le bayot est parlé dans la zone de São Domingos, dans les villages suivants : Edame (Érame), Élia (Elia), Kásu (Kassou), Kuţaaze (Kouchahé), Ñaḃan (Niabane), Ñambalã Muxumo (Niambalang Moukhoumo).

## Variantes dialectales
L’étude de la cartographie de ce peuple laisse apparaître trois sous-groupes : Ehiŋ (Ehing), Kagere (Kaguéré) et Kásikinay Bayot (Kassikinaye Bayote). Les trois sous-groupes précités correspondent aux variantes dialectales de la langue: les Ehiŋ parlent le kuhiŋe, les Kagere le kugere et les Kásikinay Bayot le kúsikinay. 
Pour fédérer linguistiquement et culturellement ces sous-groupes, le terme « bayot » est choisi par la communauté pendant la codification de la langue en question. Ce qui aura permis à la communauté de se regrouper au sein d'une association dénommée UFBE (cette appellation est provisoire. Elle prend en compte les bayot du Sénégal. Un projet de réactualisation du récépissé de l'association pour intégrer la population de Guinée-Bissau est en cours.) pour promouvoir la culture et développer la langue.

## Population
Le nombre total de locuteurs est estimé à 18 790
Au Sénégal, on en dénombrait 16 100 en 2006, dans quelques villages au sud-ouest de Ziguinchor, principalement autour de Nyassia, notamment Baffa Bayotte.